# Marcos Montiel
Marcos Daniel Montiel González, noto semplicemente come Marcos Montiel (Montevideo, 12 luglio 1995), è un calciatore uruguaiano, difensore dell'Olimpia.

## Caratteristiche tecniche
È un difensore centrale.

## Carriera
Cresciuto nel settore giovanile del Villa Teresa, ha esordito in prima squadra il 13 novembre 2016 disputando l'incontro di Segunda División Profesional perso 2-1 contro l'Atenas.